# Маргецани
Маргецани (словац. Margecany) — село в окрузі Ґелніца Кошицького краю Словаччини. Площа села 17,63 км². Станом на 31 грудня 2015 року в селі проживало 1954 жителів.

## Історія
Перші згадки про село датуються 1235 роком.

## Населення
| Рік:            | 1994. | 2004.   | 2014.   | 2024.   |
| --------------- | ----- | ------- | ------- | ------- |
| Кількість осіб: | 2063  | 2020    | 1940    | 1833    |
| Різниця:        |       | -2,08 % | -3,96 % | -5,51 % |

| Рік:            | 2023. | 2024.   |
| --------------- | ----- | ------- |
| Кількість осіб: | 1850  | 1833    |
| Різниця:        |       | -0,91 % |